# دریای شناخته

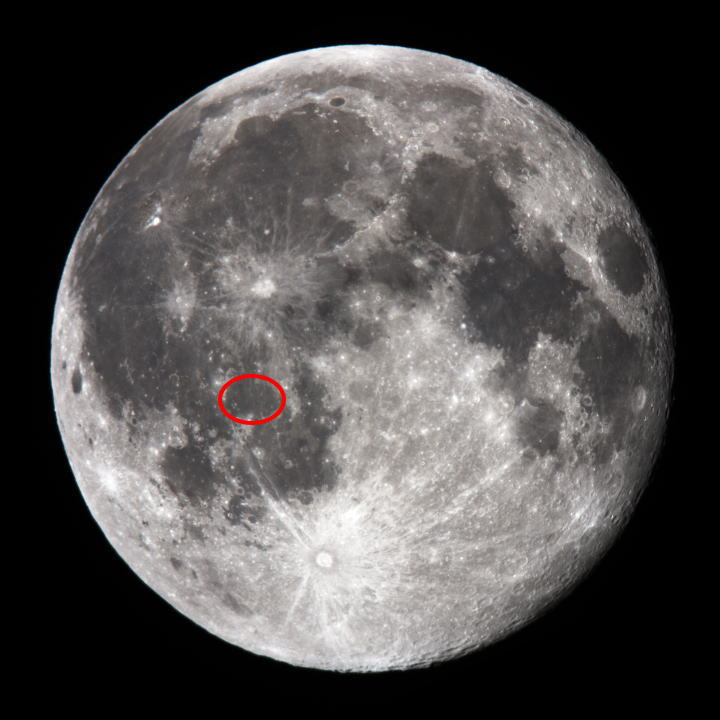
محل دریای شناخته در کرهٔ ماه.

دریای شناخته (Mare Cognitum) یکی از دریاوارهای کره ماه است.
این دریاوار با قطر ۳۷۶ کیلومتر در حوضه یا دهانه برخوردی بزرگی واقع شده که در حلقه دوم حوضه توفان‌ها قرار دارد.
ماده تشکیل‌دهنده این حوضه مربوط به دور رگباری پایین است در حالی که مواد بازالتی دریاوار شناخته مربوط به دور رگباری بالا می‌باشد. در شمال غربی دریای شناخته کوه ریفئوس قرار دارد که بخشی از لبه دهانه مدفونی را می‌سازد که دریاوار شناخته را احاطه کرده‌است.
نام «شناخته» از این رو به این محل داده شده‌است که این محل تاکنون مکان فرود و شناسایی چندین سفینه کاوشگر بوده‌است. لونا ۵، رنجر ۷، سروایور ۳ و آپولو ۱۲ کاوشگرهایی هستند که در دریای شناخته فرود آمده‌اند.
بلندی‌های فرا مائورو، محل فرود آپولو ۱۴ در نزدیکی دریای شناخته قرار دارد.